# لکزینگتن (آلاباما)
لکزینگتن (به انگلیسی: Lexington) شهری در شهرستان لودردیل ایالت آلاباما است که مساحت آن ۸٫۳۹ کیلومتر مربع است و در سرشماری سال ۲۰۱۰ میلادی، ۷۳۵ نفر جمعیت داشته و تراکم جمعیتی آن، ۸۷٫۶ نفر در هر کیلومتر مربع بوده است.